# وتيدية
الوتيدية (الاسم العلمي: Paxillaceae) هي فصيلة من الفطريات تتبع رتبة البوليطيات من طائفة الغاريقونانية. وهي تضمُّ 9 أجناس و78 نوعاً. الجنس النموذجي لفصيلة الوتيدية هو الوتيد الذي يضمُّ أنواعاً من الفطريات مُزوَّدة بزوائد خيشومية [الإنجليزية]، كما يشمل جنس جيرودون هو الآخر بنى مشابهة. كان أول من اقترح إنشاء هذه الفصيلة عالم الفطريات الفرنسي رينيه ماري في عام 1902، مصنفاً إيَّاها بين مجموعتي الغاريقونيات والبوليطيات، حيث وجد أنها تتَّسم بتشابهاتٍ مع كليهما. إلا أنه تبيَّن فيما بعد أن تسمية ماري كانت مخالفة لقواعد تسمية النباتات، لذلك أعاد الهولندي يوهانس باولوس لوتسي تسميته وأصبح هو مؤلف الفصيلة المعتمد الآن. أثبتت الأبحاث الجزيئية الحديثة وجود علاقاتٍ بين جنسي الوتيد والجيرودون كمجموعتين شقيقتين، ممَّا يضعهما هما الاثنان تحت جناح شجرة المحتد التي يتفرَّع منها جنس البوليط.

## الأجناس
- الوتيد